# Dipteronotus
Dipteronotus es un género extinto de peces actinopterigios prehistóricos. Fue descrito por Egerton en 1854.
Vivió en Alemania, Italia, Luxemburgo, Marruecos, Suiza y Reino Unido.